# 아즈사 다운타운역
아즈사 다운타운역 (Azusa Downtown station)은 로스앤젤레스 메트로의 L선역 중 하나이다. 이 역은 캘리포니아주 다운타운 아즈사(Downtown Azusa)의 푸트힐 대로(Foothill Boulevard)북쪽에 있는 알라메다 애비뉴(Alameda Avenue)에 위치해 있다.
이 역은 금선 푸트힐 연장(Gold Line Foothill Extension) 프로젝트 2A 단계의 일부로 제작되었으며, 2016년 3월 5일에 영업을 시작했다.

## 역 정보

### 역 구조
| 승강장 | 상대식 승강장, 오른쪽 출입문이 열림 | 상대식 승강장, 오른쪽 출입문이 열림                   |
| 승강장 | L선                                 | ← 어위데일역 Irwindale ← 애틀랜틱행 (종착점행)        |
| 승강장 | L선                                 | → APU/시트러스 칼리지역 APU/Citrus College → (기점행) |
| 승강장 | 상대식 승강장, 오른쪽 출입문이 열림 |                                                       |

## 연결 가능한 대중교통
| 메트로 Metro Bus          | 일반 메트로버스: -      |
| LADOT                     | 일반: - DASH: -         |
| 푸트힐 Foothill Transit   | 185, 187, 280, 494, 690 |
| 패서디나 Pasadena Transit | -                       |
| 기타:                     | -                       |